# Labena eremica
Labena eremica là một loài tò vò trong họ Ichneumonidae.